# Замок Штокбург
Замок Штокбург (нем. Burg Stockburg) — руины замка размером 40 на 15-25 метров, расположенные на вершине холма на высоте 1074,4 м над уровнем моря между городами Баденвайлер и Мальсбург-Марцелль.

## История и описание
В районе замка Штокбург были обнаружены артефакты римских времен, однако сами остатки стен и рва датированы только XI—XII веками — благодаря исследования 1971—1972 и 1997 годов. О строителях, истории и разрушении замка по состоянию на начало XXI века ничего не было известно: из-за местоположения и предполагаемой даты строительства исследователи полагали, что владельцами замки были лорды Кальтенбаха, а сам замок, возможно, служил для защиты близлежащих шахт и контроля торгового пути из долины Клембахталь в долину Кандер. Замок, внешние стены которого опоясывают площадь с размерами 40 на 15-25 метров, был заселён только до XIII века; исследование и интерпретацию находок существенно осложняет тот факт, что в 1936—1937 годах члены местного движения гитлерюгенд использовали местность вокруг руин для возведения каменных построек (хижин). Однако, сохранились археологические отчеты за авторством Юлиуса Эрнста Неэра (нем. Julius Ernst Näher) и зарисовки 1882 и 1901 годов, позволяющие оценить более раннее состояние руин. Сегодня замок обозначен как защитная зона для будущих раскопок.